# Nakfa (by)
Nakfa er en by i det nordlige Eritrea. Byen er hovedstad i et distrikt af samme navn, og har lagt navn til Eritreas møntfod, der også hedder Nakfa.
16°40′N 38°28′Ø / 16.667°N 38.467°Ø